# جسم عظم الزند
جسم عظم الزند (بالإنجليزية: Body of ulna)‏ ، الجزء الأعلى منه شكله شبه منشوري ومقوّس بحيث يكون محدباً من الخلف ومن الجانب الوحشي. الجزء الأوسط منه معتدل مستقيم. أما الجزء السفلي من عظم الزند فهو مستدير وناعم أملس ويتقوس قليلاً في الاتجاه الوحشي. يتناقص قطر العظم تدريجيا من أعلى لأسفل ويتدرج التضيق ويستدق شكل العظم.
جسم عظم الزند له ثلاث حواف وثلاثة أسطح.

## الحواف

### الحافة الراحيّة الأمامية
الحافة الراحية للزند (بالإنجليزية: volar border)‏ (باللاتينية: margo volaris ulnae) أو الحافة الأمامية (بالإنجليزية: anterior border)‏ تفصل بين السطح الراحيّ الأمامي والسطح الإنسي الوسطي.
تبدأ الحافة من أعلي جزء من جسم عظم الزند عند نتوء الزاوية الإنسية للناتئ الإكليلاني، وتنتهي عند الزائدة الإبرية للزند.
- الجزء الأعلى من الحافة محدد المعالم.
- الجزء الأوسط منها ناعم أملس ومستدير، ترتكز عليه العضلة المثنية العميقة للأصابع.
- الربع الأخير من الأسفل ترتكز عليه العضلة الكابة المربعة.

### الحافة الظهرية الخلفية

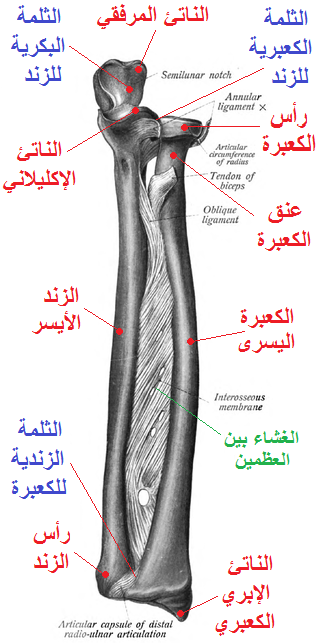
الزند الأيسر، ويمكن رؤية الغشاء بين العظمين.

الحافة الظهرية للزند (بالإنجليزية: dorsal border)‏ (باللاتينية: margo dorsalis ulnae) أو الحافة الخلفية (بالإنجليزية: posterior border)‏ تفصل بين السطح الإنسي الوسطي والسطح الظهري الخلفي.
تبدأ الحافة من أعلي جسم عظم الزند عند قمة السطح الخلفي مثلثي الشكل تحت الجلد للناتئ المرفقي، وتنتهى في الأسفل عند الزائدة الإبرية للزند.
- الثلاثة أرباع الأولى من أعلى الحافة محددة بوضوح ويتصل عليها سِفاق (وتر عضلي عريض) يعمل كمنشأ مشترك لكل من العضلة المثنية الزندية للرسغ، والعضلة الزندية الباسطة للرسغ، والعضلة المثنية العميقة للأصابع.
- الربع الأخير من أسفل الحافة ناعم أملس ومستدير.

### الحافة الزندية بين العظام
الحافة الزندية بين العظام (بالإنجليزية: interosseous border  of ulna)‏ أو القمّة الزندية بين العظام (بالإنجليزية: interosseous crest of ulna)‏ (باللاتينية: crista interossea) أو الحافة الخارجية (بالإنجليزية: external border)‏ تفصل بين السطح الراحيّ الأمامي والسطح الظهري الخلفي. يتصل على قمتها الغشاء بين العظمين (بالإنجليزية: Interosseous membrane)‏ الذي هو غشاء ليفي ضام يصل الزَّنْد بالكُعْبُرة وهو شبه مفصل ترتبط فيه العظام ونحوها ويُعرف باسم: المُرْتَبَط الكُعْبُرِيّ الزَّنْدِيّ (بالإنكليزية: Syndesmosis) - انظر الصورة.
تبدأ الحافة من نقطة تلاقي خطين متقاربين آتيين من أطراف الثلمة الكعبرية للزند ويحصران بينهما مساحة مثلثة الشكل ينشأ عليها جزء من العضلة الإستلقائية، وتنتهي الحافة في الأسفل عند رأس الزند.
- الجزء الأعلى من الحافة حاد.
- الربع الأسفل من الحافة ناعم أملس ومستدير.

## الأسطح

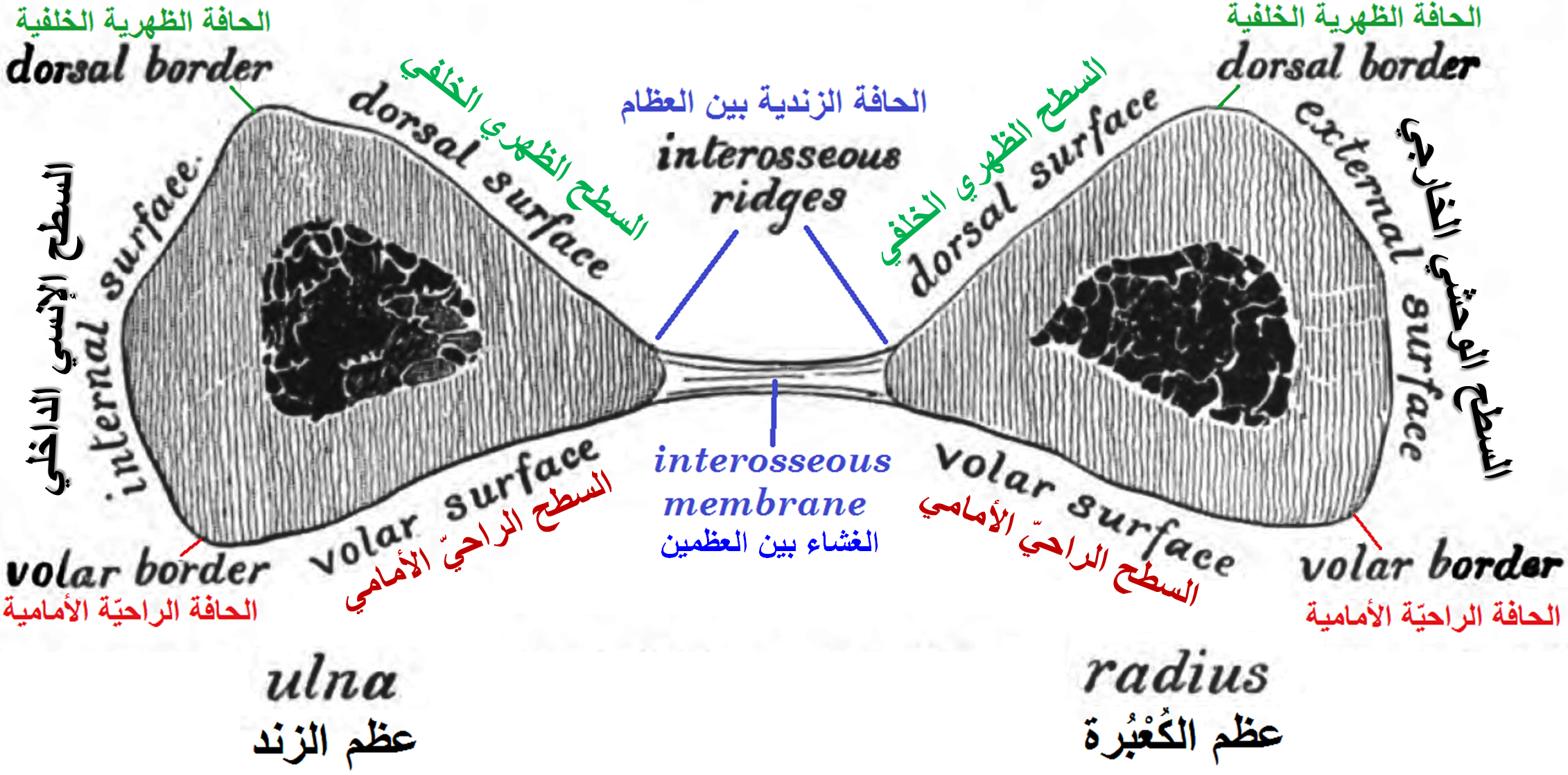
قطاع مستعرض لعظمتي الزند والكعبرة يبين الحواف والأسطح.

### السطح الراحيّ الأمامي
السطح الراحيّ (بالإنجليزية: volar surface)‏ (باللاتينية: facies volaris) أو السطح الأمامي (بالإنجليزية: anterior surface)‏ أعرض من الجزء العلوي عن السفلي. يفصل ثلم (أخدود) مائل لأسفل بالاتجاه الإنسي الربع الأسفل من السطح الراحيّ عن باقى أعلى السطح، ويمثل هذا الثلم علامة حدّ منشأ العضلة الكابة المربعة.
عند التقاء الثلث الأعلى من السطح والثلث الأوسط، يوجد النفق المغذي للعظم، متجها بميل إلى الأعلى.
- ثلاثة أرباع السطح العلوية مقعر، وينشأ عليه العضلة المثنية العميقة للأصابع.
- الربع الأسفل من السطح أيضا مقعر ومُغطى بالعضلة الكابة المربعة.

### السطح الظهري الخلفي
السطح الظهري (بالإنجليزية:  dorsal surface)‏ (باللاتينية: facies dorsalis) أو السطح الخلفي (بالإنجليزية: posterior surface)‏ واسع ومقعّر من أعلى، محدّب وأضيق قليلا من الوسط، ضيق وناعم ومستدير في الأسفل. في الجزء العلوي منه ثلم (أخدود) مائل يجري من الطرف الظهري للثلمة الكعبرية للزند إلى الأسفل حتى الحافة الظهرية. تستقبل المساحة المثلثة فوق هذا الثلم ارتكاز العضلة المرفقية، أما الجزء العلوي من الثلم فتتصل عليه العضلة الاستلقائية. أسفل من ذلك، يقسم المساحة إلى جزئين ثلم طوليّ يُسمى أحيانا «الخط المتعامد» (بالإنجليزية:  perpendicular line)‏ : الجزء الإنسي ناعم أملس تغطيه العضلة الزندية الباسطة للرسغ، والجزء الوحشي أعرض وأكثر خشونة وينشأ عليه من الأعلى إلى الأسفل:
1. العضلة الاستلقائية.
2. العضلة الطويلة المبعدة لإبهام اليد.
3. العضلة الطويلة الباسطة لإبهام اليد.
4. العضلة المخصوصة الباسطة للسبابة.

### السطح الإنسي الداخلي
السطح الإنسي (بالإنجليزية: medial surface)‏ (باللاتينية: facies medialis) أو السطح الداخلي (بالإنجليزية: internal surface)‏ عريض ومقعر من أعلى، ضيق ومحدب من أسفل.
- الثلاثة أرباع الأولى من أعلى السطح ينشأ عليها العضلة المثنية العميقة للأصابع.
- الربع الأخير من أسفل السطح تحت-جلدي.

## صور اضافية

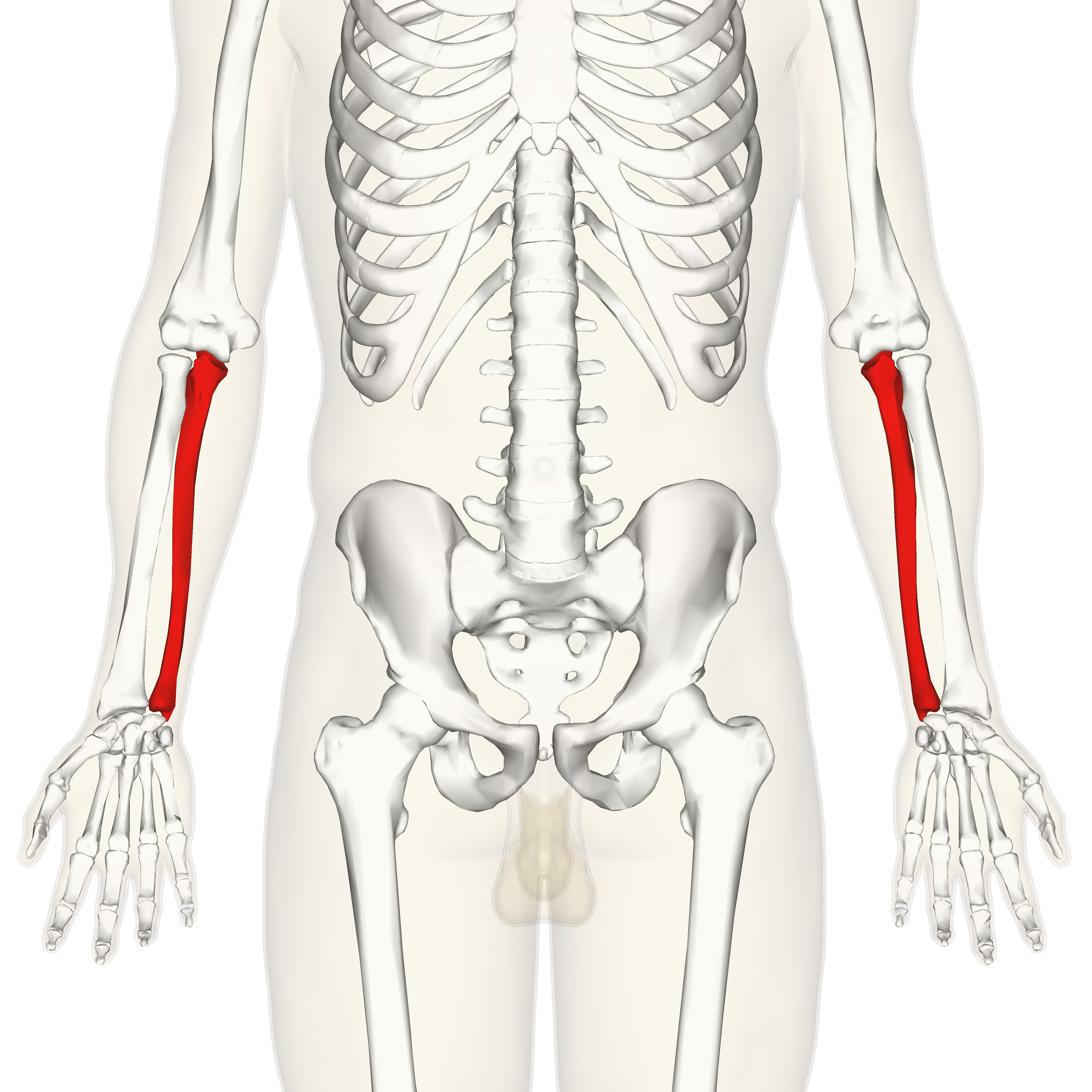
عظم الزند مبين باللون الأحمر.
عظم الزند مبين باللون الأحمر.
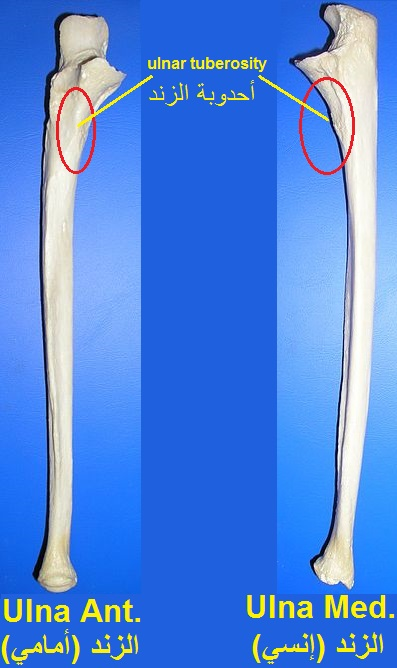
الزند من الأمام والخلف.
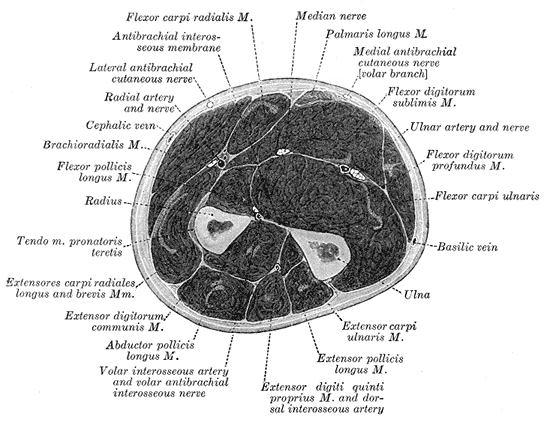
مقطع مستعرض في الساعد يظهر فيه عظم الكعبرة وعظم الزند.